# 北海道道596号中士幌停车场线
北海道道596号中士幌停车场线（日语：北海道道596号中士幌停車場線）是一条位于北海道十胜综合振兴局管内河東郡士幌町的普通道级道路（北海道道）。

## 道路概况
- 起点：北海道河東郡士幌町中士幌（旧国铁中士幌站）
- 終点：北海道河東郡士幌町中士幌
- 总距离：0.2千米

## 经过的自治体
- 十胜综合振兴局
  - 河東郡士幌町

## 主要连接道路
- 国道241号（终点）

## 历史
- 1967年（昭和42年）3月31日 - 路線勘定（北海道告示第525号）